# Crandy
Crandy war ein mobiles Bezahlsystem für Beträge bis zu 150 € (Micropayment) und mehr über Mobiltelefone. Das Bezahlsystem ermöglichte es, Geld von einem Telefon auf ein anderes zu übertragen. Der Dienst wurde inzwischen eingestellt und die frühere Webseite crandy.com ist abgeschaltet worden.
Die Rufnummer des Telefons war gleichzeitig die Kontonummer des Crandy-Kontos. Crandykonten hatten einen ähnlichen Funktionsumfang wie ein Girokonto und dienten dem Ersatz von Bargeld (Elektronisches Geld). Zur Durchführung von elektronischen Zahlungen ist eine E-Banklizenz notwendig, dies erhöhte den Aufwand für die Einführung eines offenen mobilen Bezahlsystems erheblich.
Crandy verwaltete neben E-Geld auch Gutscheine und Bonusprogramme als elektronisches Guthaben. Damit wurden komplexe mobile Marketing- und Cross-Marketing-Aktionen ermöglicht. Der Begriff Crandy ist eine Wortschöpfung aus den Begriffen Credit und Handy und ist als Wortmarke eingetragen.